# Ruben Awanesow
Ruben Iwanowicz Awanesow (ros. Рубен Иванович Аванесов; ur. 14 lutego 1902 w Şuşy, zm. 1 maja 1982 w Moskwie) – radziecki językoznawca, członek korespondent Akademii Nauk ZSRR (1958).

## Życiorys
W 1925 roku ukończył Moskiewski Uniwersytet Państwowy, był tam wykładowcą, od 1937 roku profesorem. Jednocześnie w latach 1950–1958 był pracownikiem Instytutu Językoznawstwa, a w latach 1944–1950 i 1958–1982 – Instytutu Języka Rosyjskiego Akademii Nauk ZSRR. Jeden z założycieli moskiewskiej szkoły fonologicznej.

## Wybrane prace
Prace z historii języka rosyjskiego, rosyjskiej dialektologii, fonologii , m.in. Fonietika sowriemiennogo russkogo litieraturnogo jazyka (1956).